# Senza famiglia
Senza famiglia (Sans famille) è un romanzo dello scrittore francese Hector Malot del 1878.

## Trama
Rémi (Remigio in alcune edizioni italiane) è un bambino di 8 anni il quale scopre un giorno che quella che ha sempre creduto essere sua madre, la signora Barberin, è solo la sua balia. Infatti il marito di lei, Jerôme Barberin, anni addietro l'aveva trovato abbandonato in un viale di Parigi e lo aveva adottato.
A causa di problemi familiari congiunti a malanni di salute del patrigno, si trova ora a dover lasciare questa famiglia e viene affidato alle cure del maestro Vitalis (Vitali in alcune traduzioni), un artista di strada che gira la Francia con una compagnia formata da tre cani ammaestrati, tra cui Capi (dalla parola 'capitano', questo è il suo ruolo nel piccolo branco), Zerbino e Dolce, nonché dalla scimmietta Joli-Coeur (chiamata anche Belcore o Cuorgentile in alcune edizioni italiane). Col tempo il rapporto tra Rémi e Vitalis diventa sempre più affettuoso e familiare. Vitalis gli insegna a leggere e a scrivere, gli insegna la sua lingua d'origine, l'italiano, e anche a suonare l'arpa. A Tolosa, per difendere Capi dal maltrattamento di un poliziotto, Vitalis viene arrestato e condannato ad un periodo di detenzione, durante il quale il piccolo Rémi gira solo per la Francia fino ad incontrare il "Cigno", il battello della signora Milligan, dama inglese che risale i canali della Loira col figlio infermo Arthur (in italiano Arturo). I due decidono di ospitare il ragazzo sulla barca finché Vitalis non uscirà di prigione, e Rémi diventa molto amico di Arthur.
Uscito Vitalis di prigione, la compagnia si riforma e si avvia per passi innevati dal rigido inverno, dove Zerbino e Dolce vengono uccisi dai lupi e Joli-Coeur muore di polmonite. Decidono così di andare a Parigi, dove si separeranno temporaneamente: Rémi andrà a stare con un conoscente di Vitalis, Garofoli, mentre il padrone si troverà un lavoro, per poi ricongiungersi a primavera. Arrivato a casa di Garofoli, Rémi fa conoscenza con Mattia, un piccolo violinista italiano originario di Lucca, nipote del conoscente di Vitalis. Questi gli racconta di come sia finito in affidamento a Garofoli lasciando a malincuore la sua famiglia, in particolare la sua sorellina Cristina, e gli rivela che Garofoli è in realtà uno sfruttatore di bambini, per il quale ogni occasione è buona per picchiarli. Quando poi rientra in casa, fa per riscuotere il denaro dei ragazzini sotto la sua "protezione" che si sono guadagnati facendo piccoli spettacoli, e dato che a uno mancano dei soldi prende in mano la frusta. A un tratto entra Vitalis che lo ferma e si porta via Rémi.
Durante il cammino vengono sorpresi da una tormenta di neve, e dal momento che il ragazzo è stanco e febbricitante, si riparano dietro lo steccato di una casa e Vitalis lo protegge col suo corpo. Il mattino dopo Rémi è salvo, mentre per il vecchio non c'è più nulla da fare. Dopo poco, Rémi scoprirà la vera identità di Vitalis: era Carlo Balzani, un grande tenore dei teatri italiani, uscito dalle scene perché una sera, davanti al pubblico, rimase senza voce.
Il ragazzino viene così accolto dalla famiglia della casa dietro la quale si erano riparati, formata da un giardiniere, Pierre Acquin, e dai suoi quattro figli: Etiennette, Alexis, Benjamin e la piccola Lise (in italiano chiamati anche Stefanina, Alessio, Beniamino e Lisa), che è muta a causa di una malattia infantile.
Per Rémi inizia così una nuova vita con la sua nuova famiglia, che lo tratta al pari di un figlio e di un fratello.
Ma una notte, la grandine spacca i vetri delle serre, e il signor Acquin, che ha troppi debiti da pagare, finisce in carcere. I figli vengono così spartiti tra vari parenti, ma dato che Rémi non fa parte della famiglia, è costretto a ripartire a girare per la Francia con il cane Capi, che è ancora vivo. 
Un giorno ritrova Mattia, che non sta più da Garofoli perché è finito in carcere. I ragazzini formano una nuova piccola compagnia ambulante, grazie anche a una scimmietta che si affeziona a loro mentre sono clandestini su un vagone di un treno pieno di animali del circo che chiamano Joli-Coeur. Guadagnati abbastanza soldi, Rémi decide di fare un regalo alla sua mamma adottiva: una mucca (quella che anni prima era stata venduta per curare i problemi di salute di Jerôme Barberin). Appena giunti a destinazione, la signora Barberin dice al ragazzo che i suoi genitori lo stanno cercando, e che suo marito, incaricato di ritrovarlo, ora è a Parigi. 
Rémi e Mattia riprendono il viaggio verso la capitale, dove scoprono con grande disappunto che Barberin è passato a miglior vita, ma ha lasciato l'indirizzo dei legali della famiglia a cui apparterrebbe Rémi. Gli avvocati si trovano a Londra, quindi significa che Rémi è in realtà inglese. Dopo la traversata della Manica, i ragazzi giungono finalmente in Inghilterra e rintracciano gli avvocati. Viene così accompagnato dalla sua famiglia, i Driscoll, che però si comportano in modo freddo con lui; inoltre a dire di Mattia non gli somigliano per nulla, pertanto non possono essere i suoi veri parenti, ma Rémi non vuole crederci, anche se in fondo anche lui la pensa così. Un giorno vede il suo presunto padre parlare con un distinto signore, che scopre essere James Milligan (Giacomo in italiano), cognato della signora Milligan e zio del suo amichetto Arthur. Milligan sembra contento, in quanto la salute di Arthur peggiora sempre più, potrebbe anche morire, ciò significa che potrebbe accedere tranquillamente all'eredità del defunto fratello. Rémi vuole avvertire la signora Milligan dei loschi piani del cognato, ma nel frattempo viene arrestato a causa di Capi: nottetempo due ladri (il signor Driscoll e il maggiore dei figli) avevano rubato nella chiesa di St. George, e con loro era stato visto Capi, perciò trovandolo con il ragazzo hanno scambiato lui per il ladro. Viene imprigionato e processato, e alla fine si decide di mandare Rémi in riformatorio. 
La notte prima della partenza, Mattia gli recapita un messaggio: il giorno dopo, sul treno, dovrà saltare quando rallenterà alla curva, e lui sarà lì ad aspettarlo con il clown Bob (un loro amico conosciuto a Londra) e un carro. Tutto avviene come previsto, Rémi è salvo. Avendo scoperto che la signora Milligan è tornata in Francia con Arturo, di notte, con l'aiuto del fratello di Bob, i due ragazzi riattraversano la Manica. Andando a cercarla, pensano di passare da Dreuzy, dove abita la zia Catherine, una parente degli Acquin che ha ospitato la piccola Lise, per andarla a trovare, ma scoprono che la bambina è partita con la signora Milligan e Arthur sul "Cigno". Il marito della zia, infatti, è morto sul lavoro, e questa, per guadagnarsi da vivere, è stata costretta ad andare a fare la bambinaia in Egitto, ma non sapendo a chi affidare Lise, l'ha lasciata alla signora Milligan che era passata di là in quel periodo.
Dopo molto camminare, capiscono che è andata in Svizzera, a Vevey. Appena giunti in Svizzera, Rémi suona una canzone con l'arpa che piaceva tanto a Lise, e lei, che si trova nelle vicinanze, per via della forte scossa emotiva riacquista l'uso della parola. Ritrovata la signora Milligan, si chiarisce tutta la faccenda: appena nato Rémi, James Milligan l'aveva fatto rapire e abbandonare a Parigi per evitare ostacoli sulla via dell'eredità del fratello, che era in fin di vita. Ma poi nacque Arthur, e vista la sua salute cagionevole e il pericolo di vita, saputo che Rémi, il maggiore, e quindi di diritto l'erede, era ancora vivo, l'aveva fatto ritrovare e affidato ai Driscoll per tenerlo d'occhio. Ora Rémi ha trovato la sua vera famiglia, e vivrà insieme anche a Lisa e Mattia. 
Passano gli anni. Rémi è adulto, ed è felicemente sposato con Lisa. Insieme hanno avuto un figlio, il piccolo Mattia, la cui bambinaia è la vecchia Mamma Barberin. Mattia si è dedicato alla sua più grande passione, la musica, ed è diventato un grande violinista apprezzato in tutta Europa. Arthur, riacquistato l'uso delle gambe, è diventato un atletico ed affascinante giovane uomo e si è innamorato di Cristina, la sorella minore di Mattia. Il perfido James Milligan invece è finito in rovina, e perde denaro in continuazione. Alla festa di battesimo del piccolo Mattia, Rémi ha invitato tutte le persone che ha incontrato durante il suo vagabondare alla ricerca della sua vera famiglia. Il libro si conclude con un'esibizione musicale di Rémi e Mattia per tutti i presenti, e con il denaro raccolto da Capi, ancora vivo, come ai vecchi tempi, decidono di fondare una casa per ospitare i giovani musicisti ambulanti.

## Personaggi
Rémi
È un trovatello adottato dalla signora Barberin e poi venduto al signor Vitalis, un suonatore ambulante. È in realtà figlio della Signora Milligan e fratello di Arthur, alla fine del romanzo sposerà Lise e avranno un figlio, Mattia, chiamato così in onore del suo amico fraterno.
Vitalis
Capo di una compagnia di saltimbanchi, al quale viene venduto il piccolo Rémi. Diventa il maestro di vita di quest'ultimo. In passato era un grande tenore italiano, Carlo Balzani.
Capi, Dolce, Zerbino e Joli-Coeur
Sono gli animali della compagnia Vitali, tre cani e una scimmia. Nel corso del racconto, Zerbino e Dolce sono sbranati dai lupi e Joli-Coeur muore di polmonite. Rimane solo Capi.
Signora Barberin
La madre adottiva di Rémi, è affezionata a lui come fosse il suo vero figlio. Quando Rémi cresce e ha un figlio, ne diviene la balia.
Jerôme Barberin
Il padre adottivo di Rémi, è spietato col ragazzino e, in seguito ad un incidente sul lavoro, non potendo mantenerlo più lo vende a Vitalis.
Signora Milligan
La vera madre di Remi, è una nobile inglese. Ha anche un altro figlio, Arthur, il fratellino di Rémi.
Arthur Milligan
Il secondo figlio della Signora Milligan e fratello di Rémi. Soffre di una grave malattia alle gambe che gli procura molti disagi, ma che gli passerà appena cresciuto. Si innamorerà di Cristina, sorella minore di Mattia.
Mattia
Amico fraterno di Rémi. È italiano ed è un bambino prodigio, infatti sa parlare con disinvoltura, oltre che la sua lingua madre, il francese e l'inglese, ed è un bravissimo musicista. Sa suonare molto bene il violino, infatti da grande diventerà un famoso violinista.
Garofoli
Un violento sfruttatore di bambini, padrone e zio di Mattia. Finisce in prigione per aver fatto morire di stenti un ragazzo.
Famiglia Acquin
Composta dal padre, Pierre, e quattro figli: Etiennette, Alexis, Benjamin e Lise. Accolgono Rémi dopo la morte di Vitalis. La figlia minore, Lise, diventa la miglior amica di Rémi. Alla fine del romanzo si sposeranno e avranno un figlio, il piccolo Mattia.
James Milligan
Cognato della Signora Milligan e zio di Rémi e Arthur, è stato lui ad abbandonare il bambino perché sarebbe stato un ostacolo sulla strada dell'eredità del suo defunto fratello.
Famiglia Driscoll
Degli impostori e ladri d'accordo con James Milligan che si spacciano per la vera famiglia di Rémi. La famiglia è composta dal padre Patrick Driscoll, la madre Margaret Grange, il vecchio nonno, e quattro odiosi figli: Allen, Ned, Annie e Kate.

## Edizioni italiane
- Senza famiglia, in Il romanziere illustrato, Milano, Sonzogno, 1881.
- Senza famiglia, Milano, Edoardo Sonzogno Editore, 1892
- Senza famiglia, Firenze, Salani Editore, 1898.
- Senza famiglia, trad. G. A. Marolla, Sesto S. Giovanni, Barion, 1929.
- Senza famiglia, Terni, Edizioni A. p. e., 1951.
- Senza famiglia, Firenze, Marzocco Editore, 1953.
- Senza famiglia, Monza, Boschi Editore, 1955.
- Senza famiglia, S. Lazzaro di Savena, Carroccio Editore, 1964.
- Senza famiglia, Varese, Editrice Girotondo, 1966.
- Senza famiglia, Firenze, Vallecchi Editore, 1968.
- Senza famiglia, trad. Giovanni Pettinati e Mario Sgarbossa, Edizioni San Paolo, 1979.
- Senza famiglia, Milano, La sorgente Editore, 1973.
- Senza famiglia, trad. Giuseppe Riccobaldi del Bava, Milano, Mursia, 1971.
- Senza famiglia, trad. Lea Bindi Senesi, Milano, Fabbri Editori, 1984.
- Senza famiglia, trad. Nanda Montresor, Introduzione di Piero Chiara, Milano, BUR, 1989.
- Senza famiglia, trad. Rosanna Guarnieri, Rimini, Gulliver, 1995.
- Senza famiglia, traduzione di G. Gennari, Milano, Frassinelli, 1997.

## Adattamenti

### Cinema
- Senza famiglia (Sans famille), film muto, regia di Georges Monca (Francia, 1913), con Maria Fromet
- Senza famiglia (Sans famille), film muto, regia di Maurice Kéroul e Georges Monca (Francia, 1925), con Leslie Shaw
- Senza famiglia (Sans famille), regia di Marc Allégret (Francia, 1934), con Robert Lynen
- Senza famiglia, regia di Giorgio Ferroni (Italia, 1946), con Luciano De Ambrosis
- Senza famiglia (Sans famille), regia di André Michel (Francia, 1958), con Joël Flateau
- Senza famiglia (Avare Yavru ve Filinta kovboy), regia di Süreyya Duru (Turchia, 1964)
- Senza famiglia (Chibikko Remi to meiken Capi, regia di Yūgo Serikawa (Japan, 1970) - film d'animazione
- Remi (Rémi sans famille), regia di Antoine Blossier (Francia, 2018), con Maleaume Paquin

### Televisione
- Senza famiglia, regia di Yannick Andréi (Francia, 1965), con Bernard Jeantet - miniserie televisiva in 2 episodi; interpreta Remi l'attore Jacky Calatayud.
- Senza famiglia, episodio 55 della serie anime Le più belle favole del mondo.
- Remi - Le sue avventure (Rittai anime ie naki ko Remi), regia di Osamu Dezaki (Giappone, 1977), con Masako Sugaya (voce) - serie televisiva d'animazione in 51 episodi
- Senza famiglia (Sans famille), regia di Jacques Ertaud (Francia, 1981) - miniserie televisiva in 3 episodi; interpreta Remi Fabrice Josso
- Bez sem'i, regia di Vladimir Bortko (URSS, 1984) - Film TV
- Remy la bambina senza famiglia (Giappone, 1996); libera riduzione animata, prodotta dalla Nippon Animation come parte del World Masterpiece Theater, in cui Rémi è una bambina
- Senza famiglia, regia di Jean-Daniel Verhaeghe (Francia, 2000), con Jules Sitruk
- Senza famiglia (Alleen op de wereld), regia di Margien Rogaar e Steven Wouterlood (Olanda, 2016), con Julian Ras - serie televisiva in 20 episodi